# Молсон (озеро)
Молсон (англ. Molson Lake) — озеро в провинции Манитоба в Канаде. Расположено северо-восточнее озера Виннипег, в 60 км к северо-востоку от посёлка Норвей-Хаус. Одно из больших озёр Канады — площадь водной поверхности 391 км², общая площадь — 400 км², четырнадцатое по величине озеро в провинции Манитоба. Высота над уровнем моря 221 метр.
Озеро имеет несколько небольших островов — Кинг, Талбот, Клин, общая площадь островов равна 9 км².
Развито спортивное и любительское рыболовство на северную щуку, судака и озёрную форель.
Питание от множества средних и мелких озёр и рек, окружающих озеро. Сток из северной стороны озера по реке Хейс через ряд озёр (самые крупные из которых Оксфорд и Ни) в северо-восточном направлении в Гудзонов залив.